# 伊藤貞雄
伊藤 貞雄（いとう さだお、1882年（明治15年）10月2日 - 1942年（昭和17年）4月15日）は、大日本帝国陸軍軍人。最終階級は陸軍少将。位階勲等は従四位勲三等。

## 経歴
新潟県出身。陸軍士官学校第16期、陸軍大学校第27期卒業。1920年（大正9年）8月に陸軍歩兵少佐に進級し、1923年（大正12年）9月時点で歩兵第72連隊大隊長の任にあった。1924年（大正13年）8月に陸軍歩兵中佐に進級し、歩兵第72連隊附に移り、1925年（大正14年）8月に歩兵第47連隊附に転じた。
1929年（昭和4年）8月1日、陸軍歩兵大佐進級と同時に都城連隊区司令官に着任した。1930年（昭和5年）12月に歩兵第45連隊長（第6師団・歩兵第36旅団）に転補され、1932年（昭和7年）8月に第10師団司令部附となり、岡山医科大学に配属された。1934年（昭和9年）3月5日に陸軍少将進級と同時に待命となり、3月16日に予備役に編入された。
1940年（昭和15年）9月16日に開催された岡山県軍兎祭並に軍兎供出優良農会表彰式において、時局講演会で時局所感についての講師を務めた。

## 栄典
勲章等
- 1940年（昭和15年）8月15日 - 紀元二千六百年祝典記念章[11]